# Срећа
Срећа (или радост) јест субјективно стање задовољства животном ситуацијом, повезано са осећајем испуњености и уживања. Појам среће је био нашироко проучаван и објашњаван кроз читаву људску историју, што осликава универзални значај који људи придају срећи. Многи етичари су срећу сматрали највећим добром и циљем људског понашања. Такође се користи у контексту животног задовољства, субјективног благостања, еудаимоније, процвата и благостања.
У стања која су блиско повезана са срећом укључени су здравље, богатство, уживање у животу, сигурност, задовољство и љубав. У стања супротна срећи укључени су патња, туга, стрепња, брига и бол. Срећа се често повезује са присуством повољних услова као што су породични живот испуњен љубављу и економска стабилност. Неповољни услови, као што су увредљиве и понижавајуће личне везе, губитак запослења и конфликти, смањују изгледе за личну срећу. Међутим, многи мислиоци сматрају да срећа умногоме зависи од става који човек заузме у таквим, неповољним, условима.
Премда идеал среће садржи тежњу за бесконачним трајањем, насупрот несрећи која захтева пролазност, срећа се у стварном животу углавном јавља на тренутке, а трајније као пројекција у будућност (у виду наде) или у прошлост (подсећање на драге успомене). Штавише, неки психолози и филозофи тврде да »среће уопште нема садашњости«, јер је човек спознаје тек на рушевинама пропале среће.

## Дефиниције
'Срећа' је предмет расправе о погледу употребе и значења, и о могућим разликама у разумевању међу културама.
Реч се углавном користи у смислу два фактора:
- тренутно искуство осећања неке емоције (афекта) као што су задовољство или радост,[2] или општијег осећаја „емоционалног стања у целини“.[13] На пример, Данијел Канеман је дефинисао срећу као „оно што доживљавам овде и сада“.[14] Ова употреба је заступљена у речничким дефиницијама среће.[15][16][17]
- оцена животног задовољства, попут квалитета живота.[18] На пример, Рут Венховен је срећу дефинисао као „свеукупно уважавање нечијег живота у целини“.[19][20] Кахнеман је рекао да је то људима важније од тренутног искуства.[21]

## Филозофија среће
У многим системима античке етике (Демокрит, киничари, Епикур), остварење среће (или блаженства) је врховни принцип моралног делања. У Никомаховој етици, написаној 350. године п. н. е., Аристотел је тврдио да је срећа једина ствар коју људи желе само ради себе самих. Он примећује да човек жели богатство, не због тога да би постао богат, већ да би био срећан. Они који желе славу, не желе то да би постали славни, него зато што верују да ће им слава донети срећу. 
У хришћанској средњовековној филозофији, насупрот тежњи за остварењем среће у овоземаљском животу, преовладава тежња да се »истинска« срећа остварује само у оностраности, лишеној случајних доживљаја пролазне среће.
У нововековној филозофији, срећу као критеријум етичког вредновања истичу Спиноза, Лок, филозофи просветитељства, француски материјалисти, Конт, Фојербах и др. Кант је противник поимања среће као највишег добра и залаже се за етику дужности, сматрајући да су »сви еудемонисти практично егоисти«. Утилитаристи, као што су Џон Стјуарт Мил и Џереми Бентам, залагали су се за срећу као врховни принцип етичког делања. За Бентама је етички идеал »највећа срећа највећег броја људи«. Гете тврди да срећа наступа онда кад можемо у дело спровести оно што увиђамо као праведно и добро. Маркс сматра да је срећа читавог друштва потребна као предуслов среће сваке људске јединке.